# Josef Karl
Josef Karl (26 de dezembro de 1910 - 31 de março de 1962) foi um oficial alemão que serviu no Deutsches Heer durante a Segunda Guerra Mundial. Foi condecorado com a Cruz de Cavaleiro da Cruz de Ferro com Folhas de Carvalho.

## Condecorações
| Cruz de Ferro (1939) 2ª Classe                                   | 26 de fevereiro de 1942 |
| Cruz de Ferro (1939) 1ª Classe                                   | 21 de julho de 1943     |
| Distintivo de Feridos em Preto                                   |                         |
| Distintivo de Feridos em Prata                                   |                         |
| Cruz de Cavaleiro da Cruz de Ferro                               | 26 de agosto de 1943    |
| Cruz de Cavaleiro da Cruz de Ferro com Folhas de Carvalho nº 397 | 16 de fevereiro de 1944 |